# Wirral Handball Club
Le Wirral HC ou Wirral Handball Club est un club de handball basé à Birkenhead dans la péninsule de Wirral en Angleterre.

## Palmarès
- Championnat de Grande-Bretagne (3) :  1975, 1976, 1977